# Philipotabanus inauratus
Philipotabanus inauratus är en tvåvingeart som först beskrevs av David Fairchild 1947. Philipotabanus inauratus ingår i släktet Philipotabanus och familjen bromsar.
Artens utbredningsområde är Panama. Inga underarter finns listade i Catalogue of Life.